# Monetazione di Anhalt-Dessau-Köthen
Per Monetazione dell'Anhalt-Dessau-Köthen si intende l'insieme delle monete emesse dallo stato tedesco di Anhalt-Dessau-Köthen nel breve periodo della sua esistenza dal 1853 al 1863 quando venne soppiantato dal Ducato di Anhalt.

## Caratteristiche
La monetazione dell'Anhalt-Dessau-Köthen era basata sul sistema argenteo del tallero e riprendeva coniazioni precedentemente utilizzate nell'Anhalt-Dessau, riadattandole al nuovo stato. La monetazione fu tra le prime dell'area dell'Anhalt a comprendere esemplari aurei ma solo come moneta di conto.
| Ducato di Anhalt-Dessau-Köthen (1853-1863) | Ducato di Anhalt-Dessau-Köthen (1853-1863) | Ducato di Anhalt-Dessau-Köthen (1853-1863)                                          | Ducato di Anhalt-Dessau-Köthen (1853-1863)                               | Ducato di Anhalt-Dessau-Köthen (1853-1863) | Ducato di Anhalt-Dessau-Köthen (1853-1863) | Ducato di Anhalt-Dessau-Köthen (1853-1863) |
| Immagine                                   | Valore                                     | Dritto                                                                              | Rovescio                                                                 | Periodo di produzione                      | Peso; diametro; materiale                  | Catalogazione                              |
| ------------------------------------------ | ------------------------------------------ | ----------------------------------------------------------------------------------- | ------------------------------------------------------------------------ | ------------------------------------------ | ------------------------------------------ | ------------------------------------------ |
|                                            | 1 Pfenning                                 | Stemma del ducato di Anhalt-Dessau-Köthen contornato dalla scritta HERZOGTUM ANHALT | 1 PFENNING sotto data e attorno 360 EINEN THALER SCHEIDE MÜNZE           | 1856-1862                                  | 18 mm; CU                                  |                                            |
|                                            | 1 Pfenninge                                | Stemma del ducato di Anhalt-Dessau-Köthen contornato dalla scritta HERZOGTUM ANHALT | 3 PFENNINGE sotto data e attorno 120 EINEN THALER SCHEIDE MÜNZE          | 1861                                       | 23 mm, 5,34 g; AR                          | KM#92                                      |
|                                            | Silbergroschen                             | Stemma del ducato di Anhalt-Dessau-Köthen contornato dalla scritta HERZOGTUM ANHALT | 1 SILBER GROSCHEN sotto data e attorno 24 EINEN THALER SCHEIDE MÜNZE     | 1855-1862                                  | 18.2 mm, 2,19 g; Mistura                   | KM#95                                      |
|                                            | 2 1/2 Silbergroschen                       | Stemma del ducato di Anhalt-Dessau-Köthen contornato dalla scritta HERZOGTUM ANHALT | 2 1/2 SILBER GROSCHEN sotto data e attorno 12 EINEN THALER SCHEIDE MÜNZE | 1856-1862                                  | 20 mm; Mistura                             | KM#84 - German States - Anhalt-Bernburg    |
|                                            | ducato                                     | Stemma del ducato di Anhalt-Dessau-Köthen contornato dalla scritta HERZOGTUM ANHALT | 1 DUCAT sotto data e attorno EX AURO ANHALTINO                           | 1840-1855                                  | 116 pezzi; AV                              |                                            |
| N.B.: Qui sopra alcuni esempi.             |                                            |                                                                                     |                                                                          |                                            |                                            |                                            |